# Grań za Wysoką
Grań za Wysoką – grupa skał w Dolinie Będkowskiej na Wyżynie Krakowsko-Częstochowskiej. Znajduje się w orograficznie lewych zboczach tej doliny, pomiędzy Sokolicą a Wąwozem Będkowickim. Poniżej niej znajduje się widoczna z dna doliny Baszta nad Wodą. Administracyjnie znajduje się w granicach wsi Będkowice w województwie małopolskim, w powiecie krakowskim, w gminie Wielka Wieś
Zbudowana z wapieni Grań za Wysoką znajduje się w bukowym lesie i tworzy skalny mur o długości około 40 m opadający ze szczytu wzniesienia w linii spadku zbocza. Skały mają wysokość 6–10 m, są miejscami połogie, miejscami pionowe i są w nich filary, kominy i zacięcia.

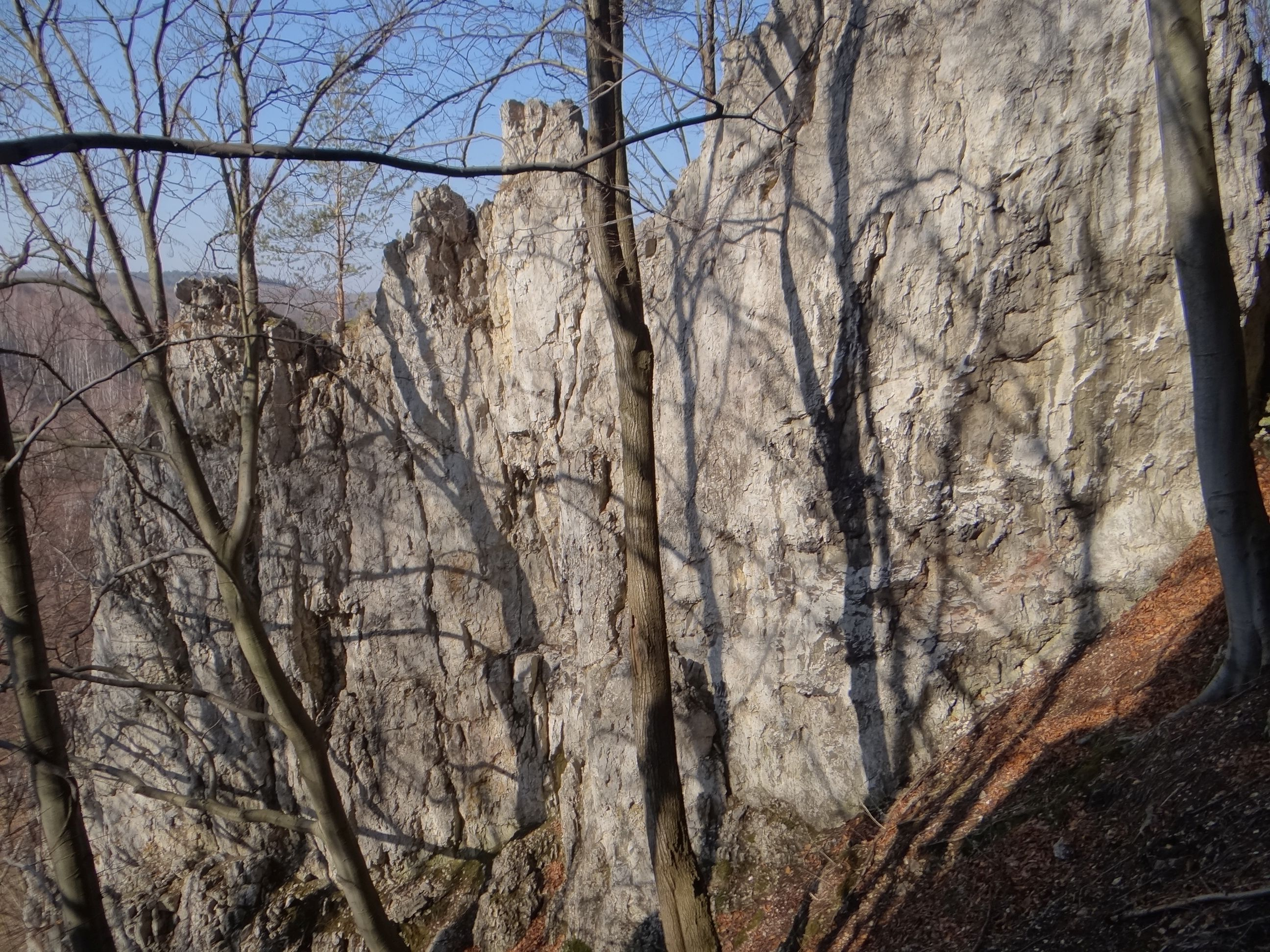
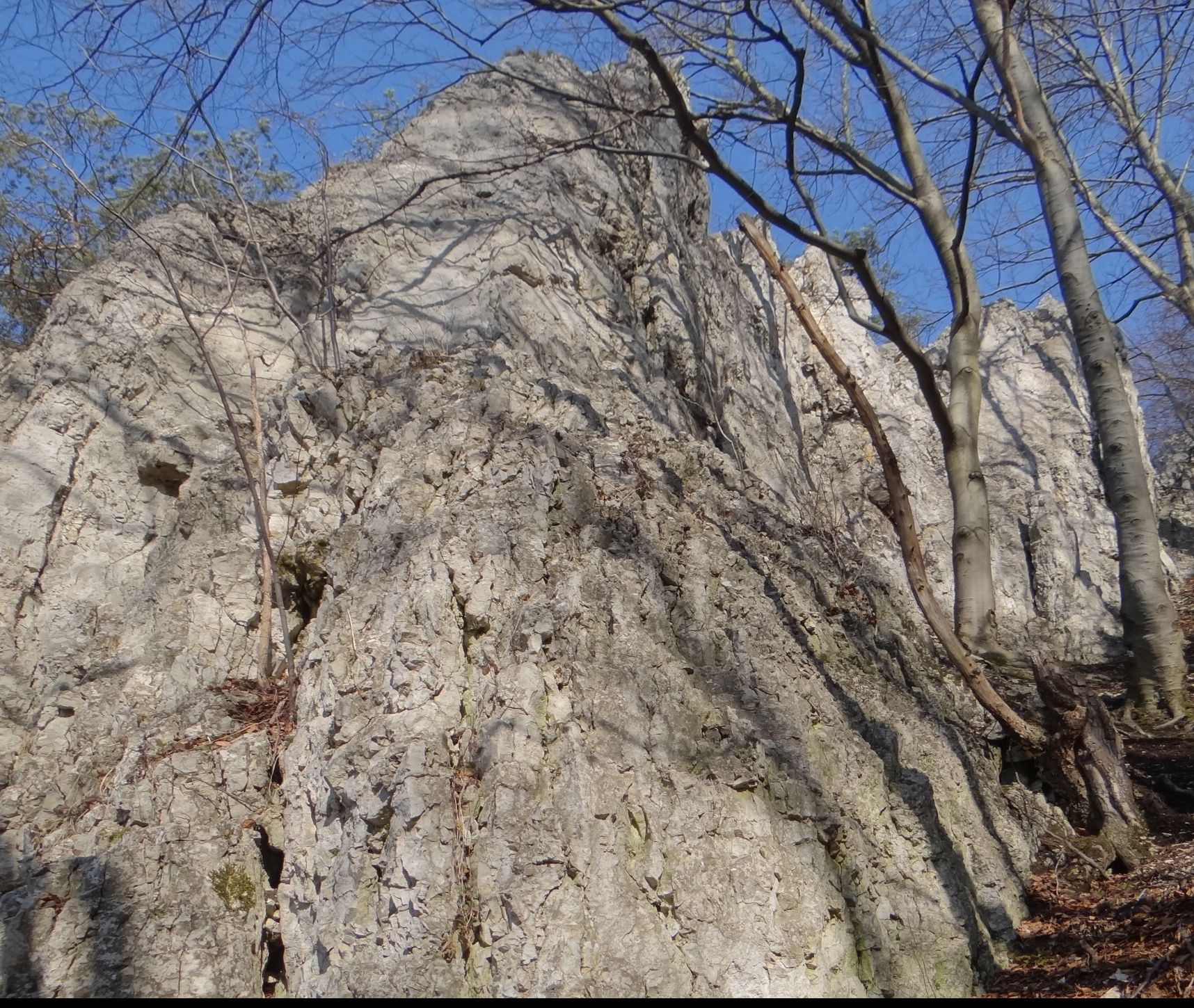
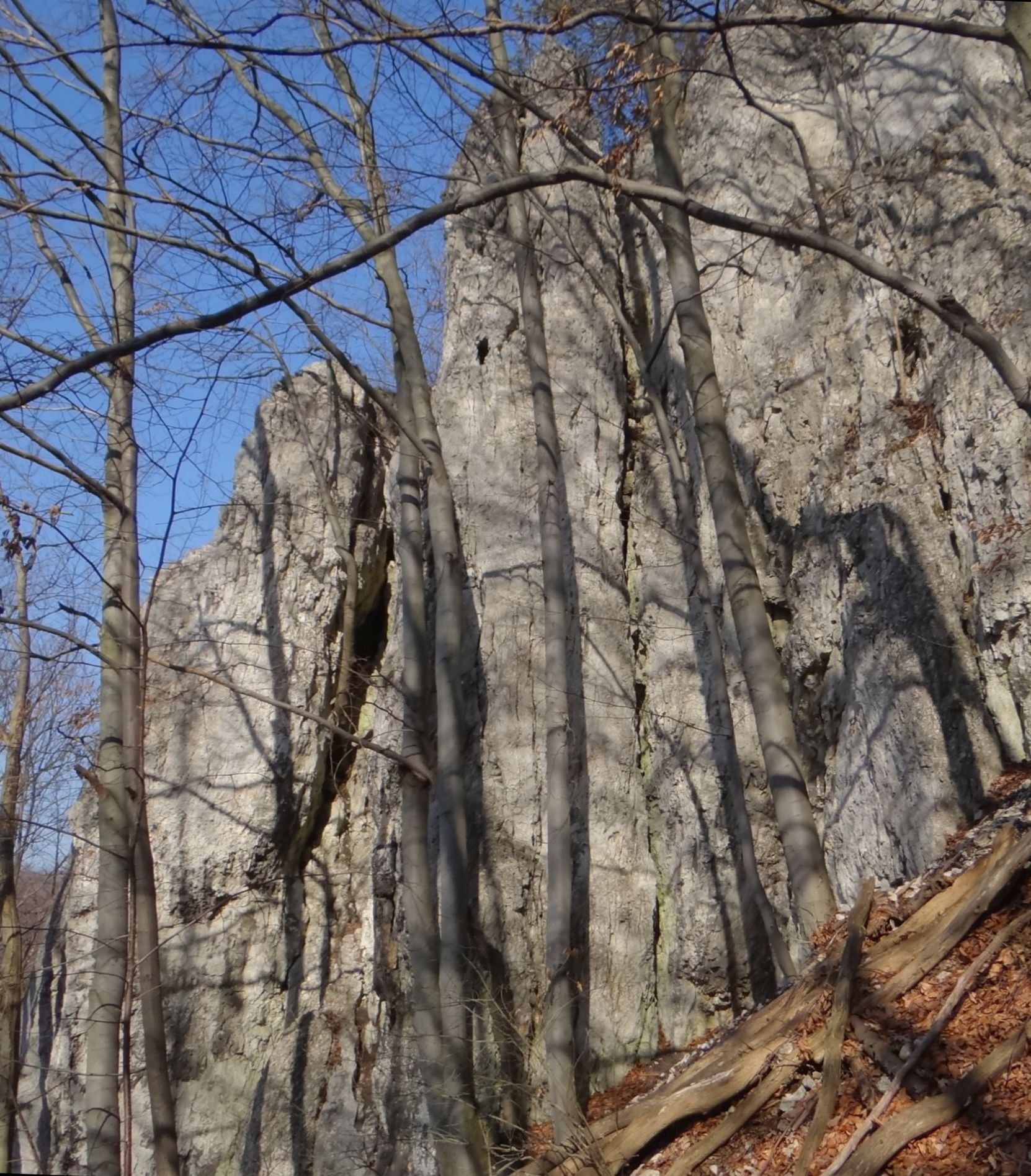
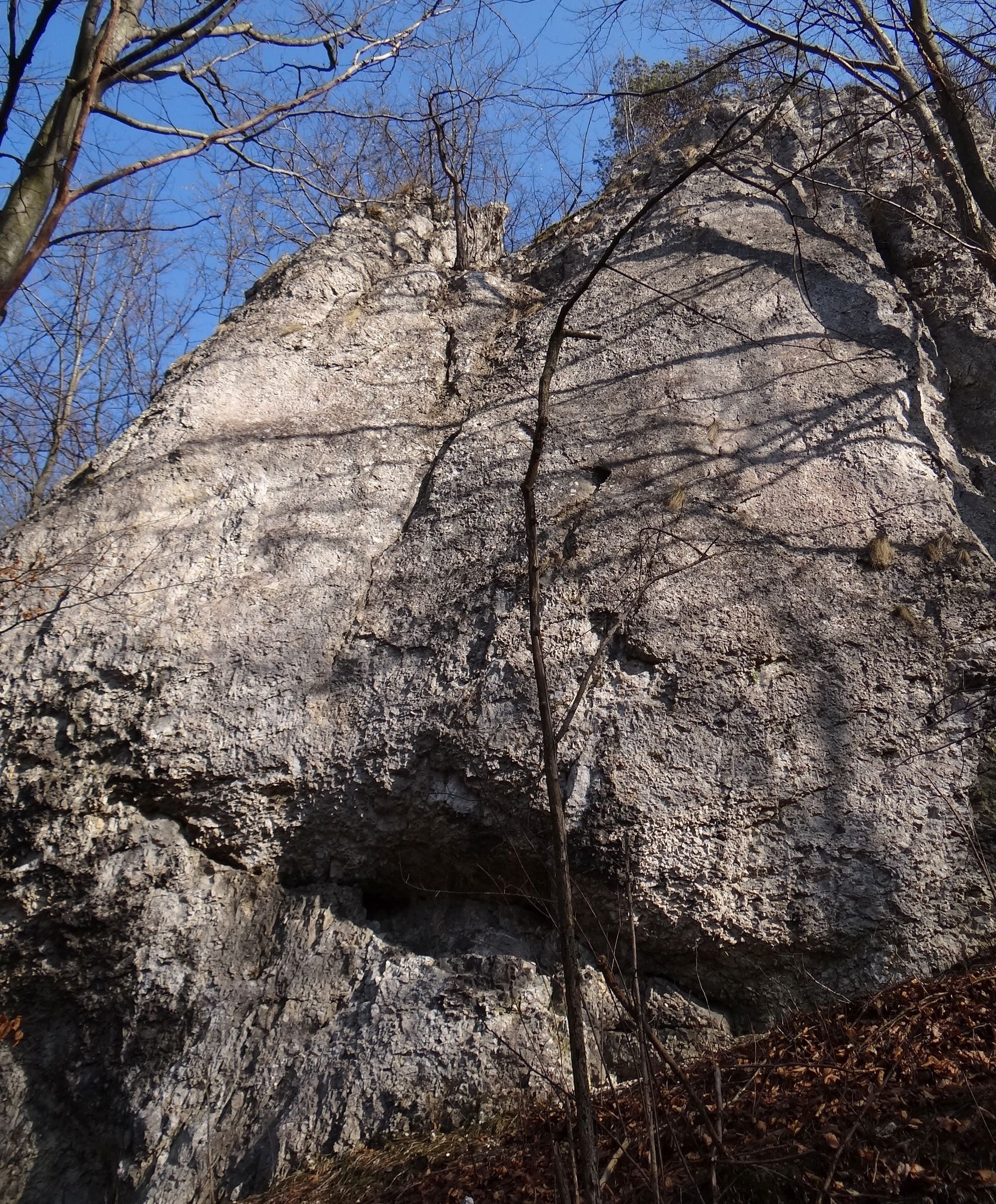
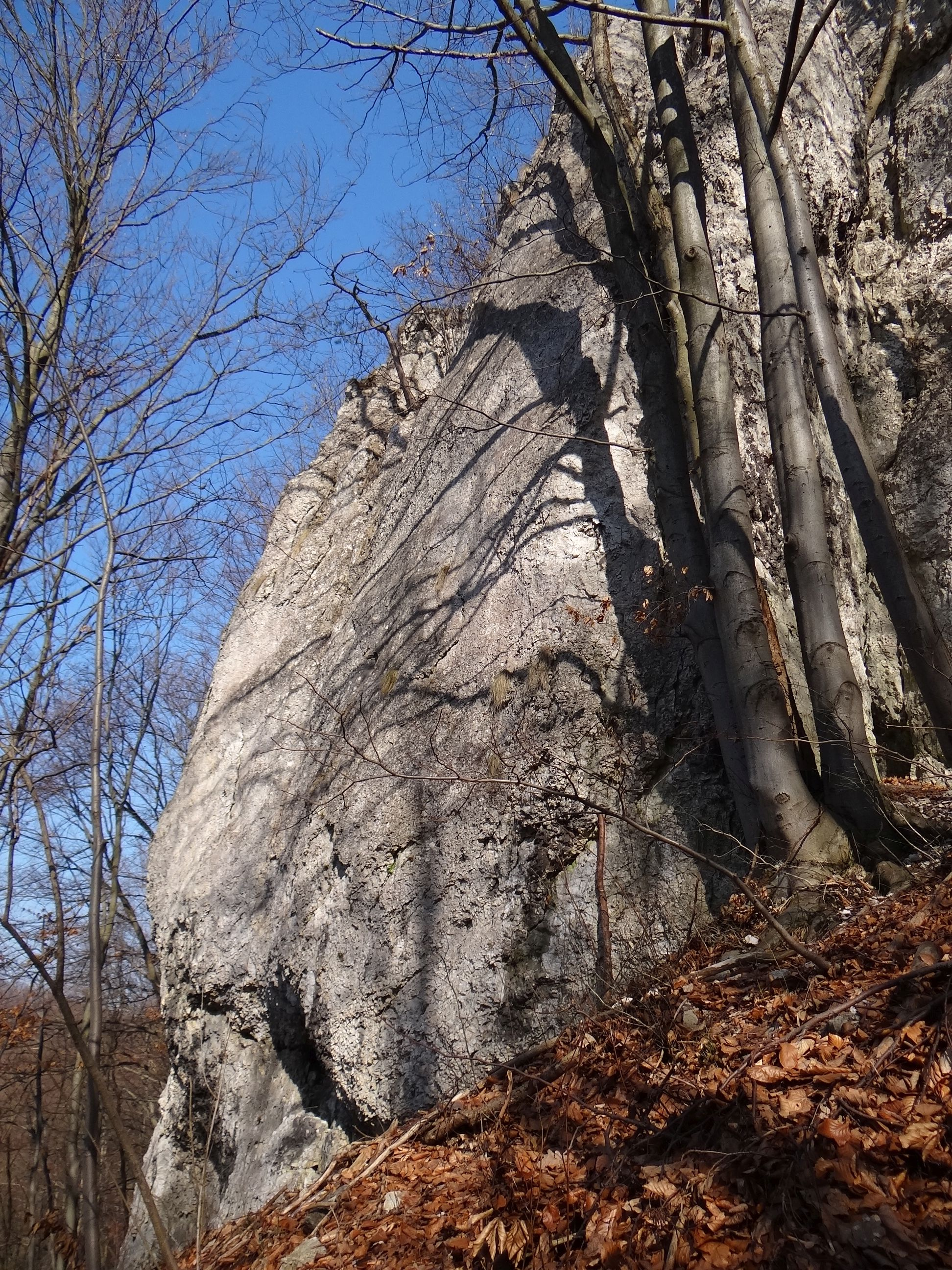

## Drogi wspinaczkowe
Wspinacze skalni na ścianach zachodnich i południowych poprowadzili 12 dróg wspinaczkowych o trudności od IV do VI.1+ w skali Kurtyki. Nie mają asekuracji (jest tylko jeden hak).
Grań za Wysoką I
1. Filarek zaskrońca; VI+ 9 m
2. Sto jedenastka; VI.1+, 9 m
3. Lewy pęknięty filarek; V, 10 m

Grań za Wysoką II
1. Pęknięty kominek; V, 10 m
2. Filarek z dziurą; IV+, 10 m
3. Prawy pęknięty kominek; V, 10 m
4. Prawy pęknięty filarek; 1h, IV, 10 m

Grań za Wysoką III
1. Miejsce cztery; VI, 10 m
2. Śmietanowy szpetny pazur; V+, 9 m
3. Rysa szerszenia; VI+, 9 m
4. Niepomyślana rysa; VI 9 m

Grań za Wysoką IV
1. Pomyślana rysa; IV, 9 m[3].